# Benvenuto Cellini (opera)
Benvenuto Cellini è un'opera semiseria di Hector Berlioz su libretto di Léon de Wailly e Henri Auguste Barbier, rappresentata nella sua prima versione nel 1838.

## Storia
Una prima versione di quest'opera, in due atti, fu composta fra il 1834 e il 1838. Il soggetto fu suggerito a Berlioz dal poeta Alfred de Vigny che nel 1834 gli fece conoscere l'autobiografia dell'artista italiano Benvenuto Cellini. Dapprima Berlioz e i librettisti progettarono un'opera in musica nello stile dell'opéra-comique; ma la composizione procedette con lentezza e la prima stesura, in quattro atti e nello stile dell'opéra-comique, ossia con i dialoghi parlati, fu rifiutata dal Théâtre national de l'Opéra-Comique. L'opera fu accettata dal direttore dell'Académie royale de musique di Parigi (attualmente Opéra Le Peletier) a condizione che fosse con i recitativi musicali, in luogo dei dialoghi parlati, e che gli atti fossero ridotti da quattro a due. La prima avvenne il 10 settembre 1838 con la direzione di François-Antoine Habeneck, ma fu un insuccesso. Gli interpreti della prima parigina erano i seguenti:
| Ruolo                                          | Voce                       | Interprete                  |
| ---------------------------------------------- | -------------------------- | --------------------------- |
| Teresa                                         | soprano                    | Julie Dorus-Gras            |
| Ascanio                                        | mezzosoprano (in travesti) | Rosina Stoltz               |
| Benvenuto Cellini                              | tenore                     | Gilbert Duprez              |
| Fieramosca                                     | baritono                   | Jean-Étienne-Auguste Massol |
| cardinal Salviati                              | basso                      | Jacques-Émile Serda         |
| Balducci, tesoriere del Papa e padre di Teresa | baritono                   | Prosper Dérivis             |
| Francesco                                      | tenore                     | François Wartel             |
| Bernardino                                     | basso                      | Ferdinand Prévôt            |
| Un oste                                        | tenore                     | H.-M. Trévaux               |
| Pompeo                                         | baritono                   | Molinier                    |
| Colombina                                      | voce recitante             |                             |

Successivamente l'opera fu profondamente rimaneggiata dall'autore e rappresentata all'Hoftheater di Weimar il 20 marzo 1852, ancora in due atti. Dopo alcune rappresentazioni, Franz Liszt convinse Berlioz ad apportare ancora qualche modifica e si ebbe un'edizione in tre atti che lo stesso Berlioz presentò l'anno successivo a Londra, ma nuovamente con scarso successo. L'opera fu rappresentata ancora una volta a Weimar nel 1856; lo stesso anno fu stampata la partitura di quest'ultima edizione in Germania e nel 1863 fu stampata in Francia nella versione per canto e pianoforte.
Non esiste tuttavia un'edizione definitiva poiché Berlioz vi tornò sopra molte volte, accettando anche i rimaneggiamenti altrui, in particolare di Liszt. Nel 1996 fu pubblicata da Bärenreiter Verlag l'edizione critica dell'opera, a cura di Hugh Macdonald, come parte della New Edition di Berlioz.

## Trama
Sebbene il soggetto sia ricavato dalla Vita di Benvenuto Cellini, soprattutto dai passi nei quali si parla della fusione del Perseo, Berlioz si prese numerose libertà con la verità storica aggiungendo alla narrazione originale una vicenda amorosa (l'amore di Cellini per Teresa Balducci, figlia del tesoriere del papa e promessa sposa allo scultore Fieramosca, rivale professionale di Cellini) e il cambiamento di sede (la vicenda è ambientata nella Roma papale durante il carnevale; nella realtà, la fusione del Perseo avvenne a Firenze). Tra i personaggi, oltre ai protagonisti (tenore e soprano) è da osservare una parte "in travesti": Ascanio, un giovane allievo di Cellini, è affidato alla voce di un mezzosoprano.

### Atto I
L'azione si svolge a Roma durante il carnevale
La casa di messer Giacomo Balducci. È il crepuscolo del lunedì prima della quaresima. Il tesoriere del papa, Balducci, si lamenta con sua figlia Teresa perché Cellini ha ricevuto dal santo padre l'incarico di creare una statua in bronzo raffigurante Perseo che stringe la testa mozzata della Medusa. Egli avrebbe preferito che l'incarico fosse toccato a Fieramosca, scultore famoso, cui vorrebbe dare in sposa la figlia. Ma Teresa è segretamente innamorata di Cellini: preoccupata, si chiede se i diritti dell'amore debbono essere più forti dei doveri verso i genitori (cavatina Entre l'amour et le devoir). Entra Cellini. Durante il loro duetto (O Teresa, vous que j'aime plus que ma vie), entra non visto Fieramosca e sente le parole che Cellini rivolge a Teresa: le propone di fuggire a Firenze durante i festeggiamenti del carnevale. Perché ella lo possa riconoscere, Cellini si maschererà da frate con un saio bianco. Si sente Balducci tornare. Mentre Cellini riesce a fuggire, Fieramosca si nasconde nella stanza da letto di Teresa, dove viene scoperto: con sorpresa e indignazione, Balducci e Teresa chiamano a raccolta i vicini perché vengano a prelevare l'intruso e gli facciano fare un bel bagno nella fontana.

### Atto II
Piazza Colonna, la sera del martedì grasso. Cellini, prima di essere raggiunto dai suoi amici artisti di Firenze nella piazza, medita sull'amore e sulla gloria (romanza La gloire était ma seule idole). Poi tutti insieme improvvisano una canzone, che tesse le lodi di tutti gli artisti orafi della Toscana. Entra Ascanio, per informare Cellini che il papa, pagando l'artista, pretende che la statua sia pronta per l'indomani. Intanto Fieramosca ha ordito un piano per sventare la fuga del rivale: indosserà il saio bianco come Cellini, in questo modo Teresa rimarrà completamente frastornata (Ah, qui purrait me résister?). Ha inizio il carnevale. Mentre gli attori invitano il pubblico ad assistere alla loro commedia (una pantomima architettata da Cellini, nella quale è facilmente riconoscibile la caricatura di Balducci), approfittando del frastuono generale Teresa cerca Cellini, ma si trova di fronte due frati bianchi che dicono entrambi di essere Cellini. Ne nasce un tafferuglio, nel corso del quale Cellini uccide involontariamente un amico di Fieramosca, credendolo il rivale. La folla lo circonda, ma proprio mentre le guardie stanno per portarlo via si ode un colpo di cannone da Castel Sant'Angelo. È mezzanotte: il carnevale è finito, inizia la quaresima, tutto il tripudio deve immediatamente cessare. Approfittando dell'improvviso sconcerto generale, Cellini fugge e al suo posto viene arrestato Fieramosca.

### Atto III
Lo studio di Cellini, il mercoledì delle ceneri, di prima mattina. Ascanio ha trascinato Teresa fuori del tumulto della notte precedente e l'ha portata nello studio di Cellini. Mentre lo aspettano, sentono passare in strada la processione del mercoledì delle ceneri e si uniscono alla preghiera. Entra trafelato Cellini, che racconta come il travestimento gli abbia salvato la vita: ora potrà finalmente fuggire con Teresa a Firenze, e poco gli importa dell'impegno preso con il Papa, che Ascanio gli ricorda. I due innamorati cantano esaltati la loro felicità (Quand des sommets de la montagne). Entrano Balducci e Fieramosca, accompagnati dal Papa; ognuno espone le sue ragioni, ma su tutto preme una decisione: il Papa vuole assolutamente la sua statua. Di fronte al gesto di Cellini, che afferra il martello e minaccia di sbriciolare lo stampo già pronto, tutti sono presi dal terrore. Si cerca una soluzione. Il Papa è disposto a concedere il suo perdono e la mano di Teresa a Cellini a condizione che la statua sia subito terminata: altrimenti Cellini verrà impiccato.
La fonderia di Cellini al Colosseo, la sera dello stesso giorno. Mentre gli artigiani preparano la fusione della statua, Cellini medita sulla sua sorte di artista e invidia una vita spensierata, leggera, come quella del pastore sulle montagne (Sur les mont les plus sauvages). Giunge il Papa per essere presente alla fusione. Gli operai urlano e chiedono ancora metallo: quello di cui dispongono non è sufficiente a riempire lo stampo. Disperato, Cellini afferra tutti gli oggetti da lui creati fino a quel momento e li sacrifica al suo capolavoro, gettandoli nella fornace. Una terribile esplosione annuncia l'avvenuta fusione e la statua si svela in tutto il suo splendore. Cellini ha vinto; ma nel suo trionfo c'è anche un'ombra di tristezza.

## Struttura musicale
- Ouverture

### Atto I

#### Quadro I
- N. 1 - Introduzione ed Aria di Balducci Teresa... mais où peut-elle être? - Ne regardez jamais la lune (Balducci, Teresa)
- N. 2 - Coro delle Maschere Elfin il est sorti - Tra la la (Teresa, Cellini, Francesco, Bernardino, Coro, Balducci)
- N. 3 - Romanza ed Aria di Teresa Les belles fleurs! - Ah! que l'amour une fois dans le coeur
- N. 4 - Recitativo e Terzetto fra Cellini, Fieramosca e Teresa Cellini!... - Ô mon bonheur
- N. 5 - Recitativo Ô Teresa! que devenir, que faire? (Cellini, Teresa, Balducci, Fieramosca)
- N. 6 - Finale A nous, voisines et servantes! (Balducci, Teresa, Fieramosca, Coro)

#### Quadro II
- N. 7 - Romanza di Cellini Un heure encor - La gloire était ma seule idole
- N. 8 - Scena e Coro A boire, à boire, à boire! - Si la terre aux beaux jours se couronne (Francesco, Bernardino, Coro, Cellini, Oste, Ascanio)
- N. 9 - Recitativo C'est trop fort! comploter à mon nez (Fieramosca, Pompeo)
- N. 10 - Aria di Fieramosca Ah! qui pourrait me résister?
- N. 11 - Recitativo Viens, le temps passe (Pompeo, Fieramosca)
- N. 12 - Finale Vous voyez, j'espère - Ah! que vais-je faire? (Balducci, Teresa, Cellini, Ascanio, Coro, Fieramosca, Pompeo, Francesco, Bernardino)

### Atto II

#### Quadro I
- N. 13 - Intermezzo e Scena Ah, qu'est-il devenu? Jésus! où peut-il être? (Teresa, Ascanio, Coro)
- N. 14 - Preghiera Rosa purpurea, Maria, sancta mater (Coro, Ascanio, Teresa)
- N. 15 - Duetto fra Teresa e Cellini Ah! le ciel, cher époux
- N. 16 - Recitativo Ah! maître!... mon cher maître!... (Ascanio, Cellini, Teresa)
- N. 17 - Quintetto Ah ! je te trouve enfin (Balducci, Cellini, Teresa, Ascanio, Fieramosca)
- N. 18 - Sestetto Le Pape Ici! - Ah! qu'a-t-il fait et qu'a-t-il dit! (Cellini, Teresa, Fieramosca, Balducci, Ascanio, Papa)
- N. 19 - Finale Ah! maintenant de sa folle impudence (Papa, Cellini, Teresa, Ascanio, Fieramosca, Balducci, Coro)

#### Quadro II
- N. 20 - Intermezzo
- N. 21 - Aria di Ascanio Tra, la, la, la, la, la... Mais qu'ai-je donc?
- N. 22 - Aria di Cellini Seul pour lutter - Sur les monts les plus sauvages
- N. 23 - Coro Bienheureux les matelots (Coro, Cellini, Ascanio)
- N. 24 - Recitativo Vite, au travail, sans plus attendre! (Cellini, Ascanio, Fieramosca, Teresa)
- N. 25 - Coro Peuple ouvrier (Francesco, Bernardino, Coro, Teresa)
- N. 26 - Scena e Coro Ah! ciel! Il est mort! (Teresa, Coro, Fieramosca)
- N. 27 - Ripresa del Coro A l'atelier! - Peuple ouvrier (Coro, Teresa, Ascanio, Cellini, Fieramosca)
- N. 28 - Recitativo Ah! le calme renaît dans mon âme inquiète (Teresa, Ascanio)
- N. 29 - Scena Teresa, ici! Fille rebelle! (Balducci, Papa, Teresa, Cellini)
- N. 30 - Finale Du métal! du métal! Il leur faut du métal - Quelle pâleur sur son visage! (Fieramosca, Cellini, Balducci, Teresa, Ascanio, Papa, Coro, Francesco, Bernardino)

## Costumi
Per la rappresentazione parigina del 1838 i costumi furono disegnati da Paul Lormier (1813-1895);

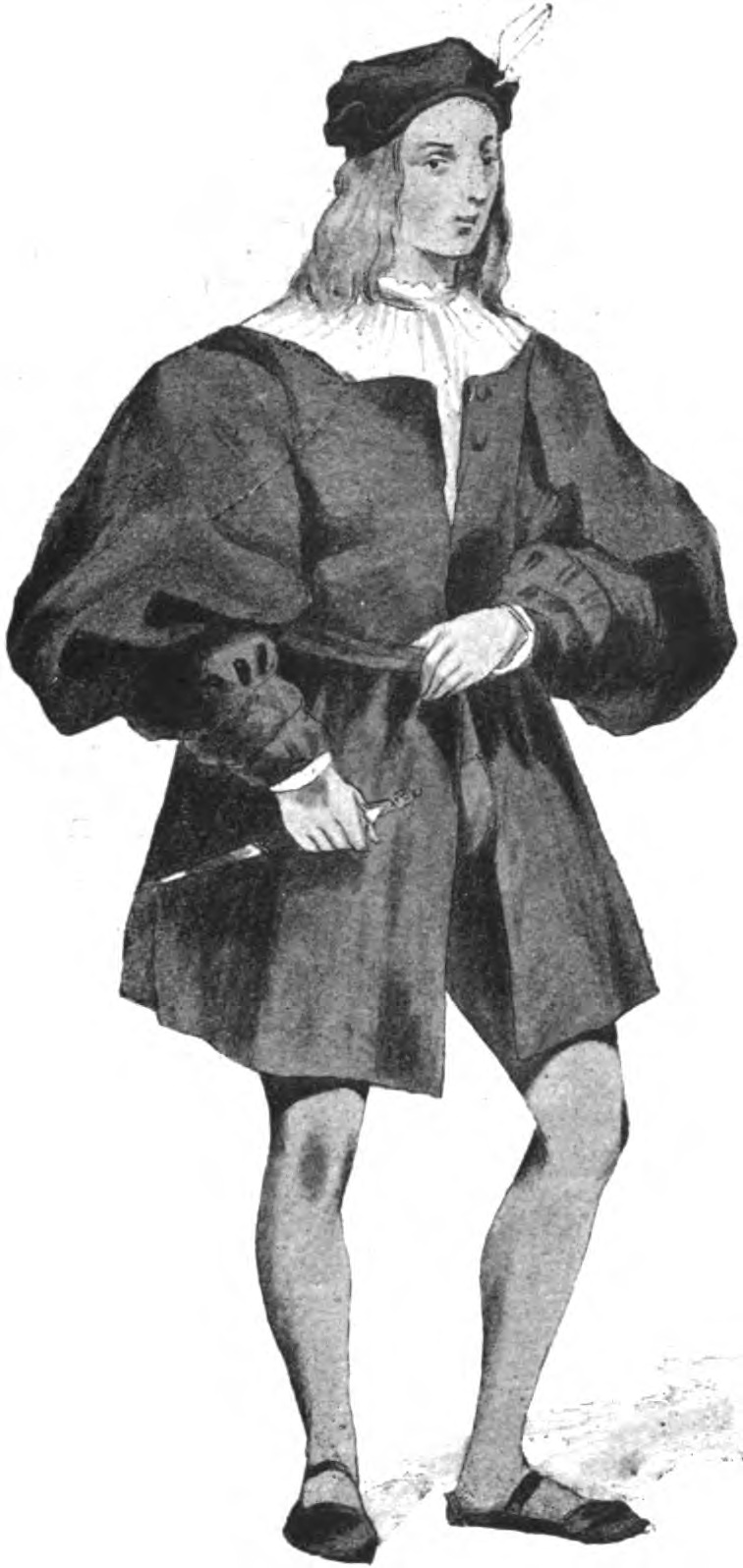
Cellini (Duprez)
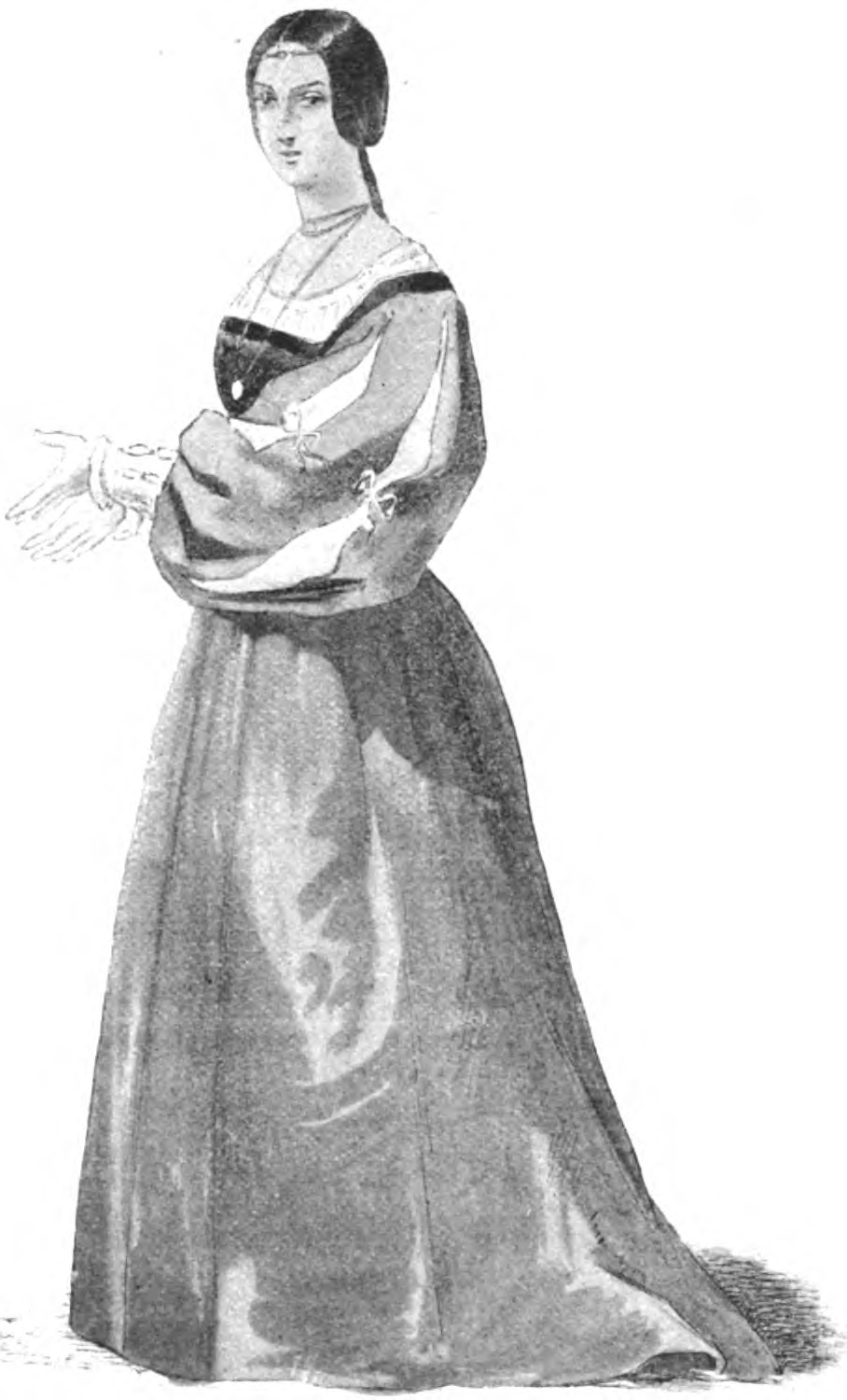
Teresa (Dorus-Gras)
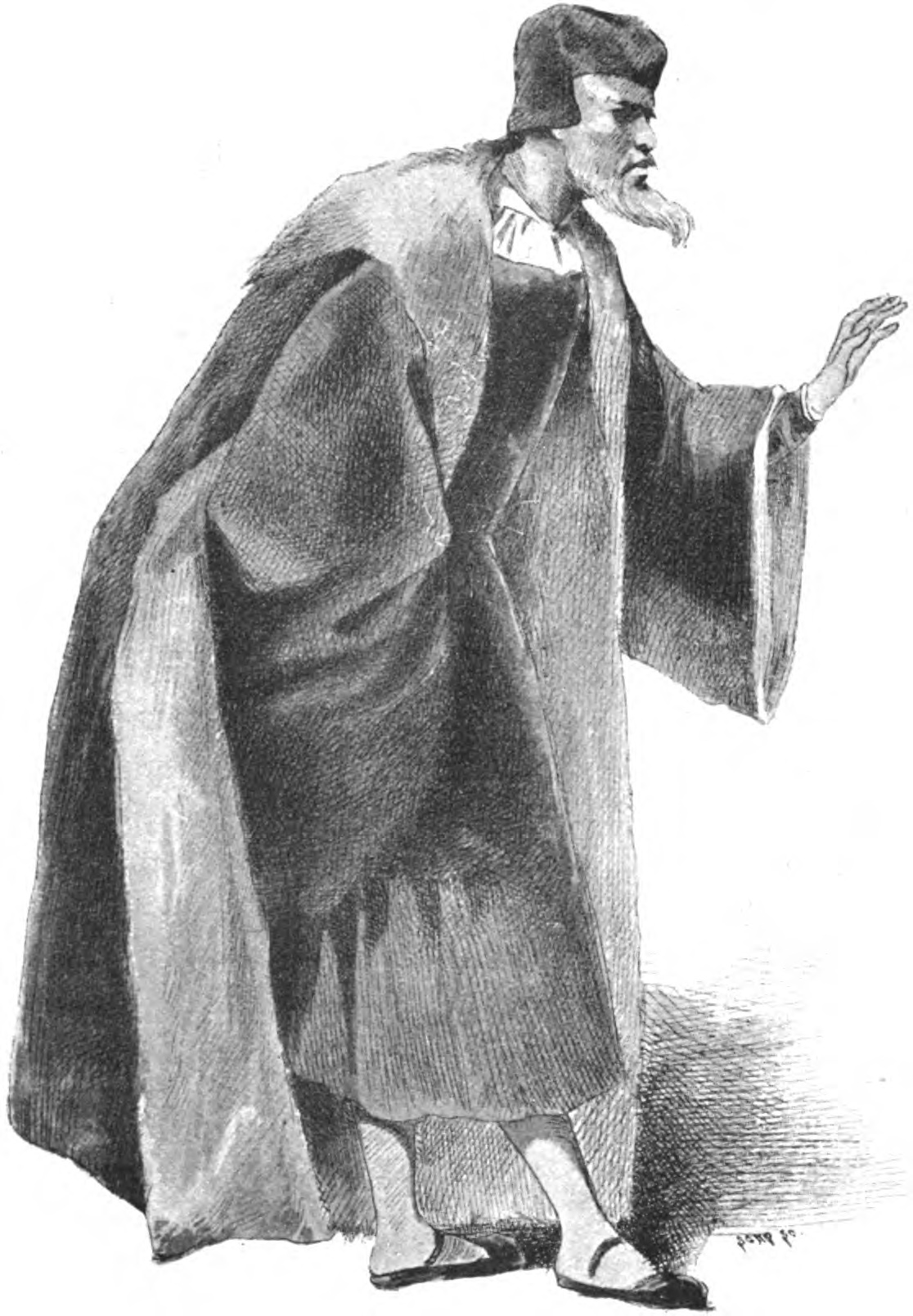
Balducci (Dérivis)
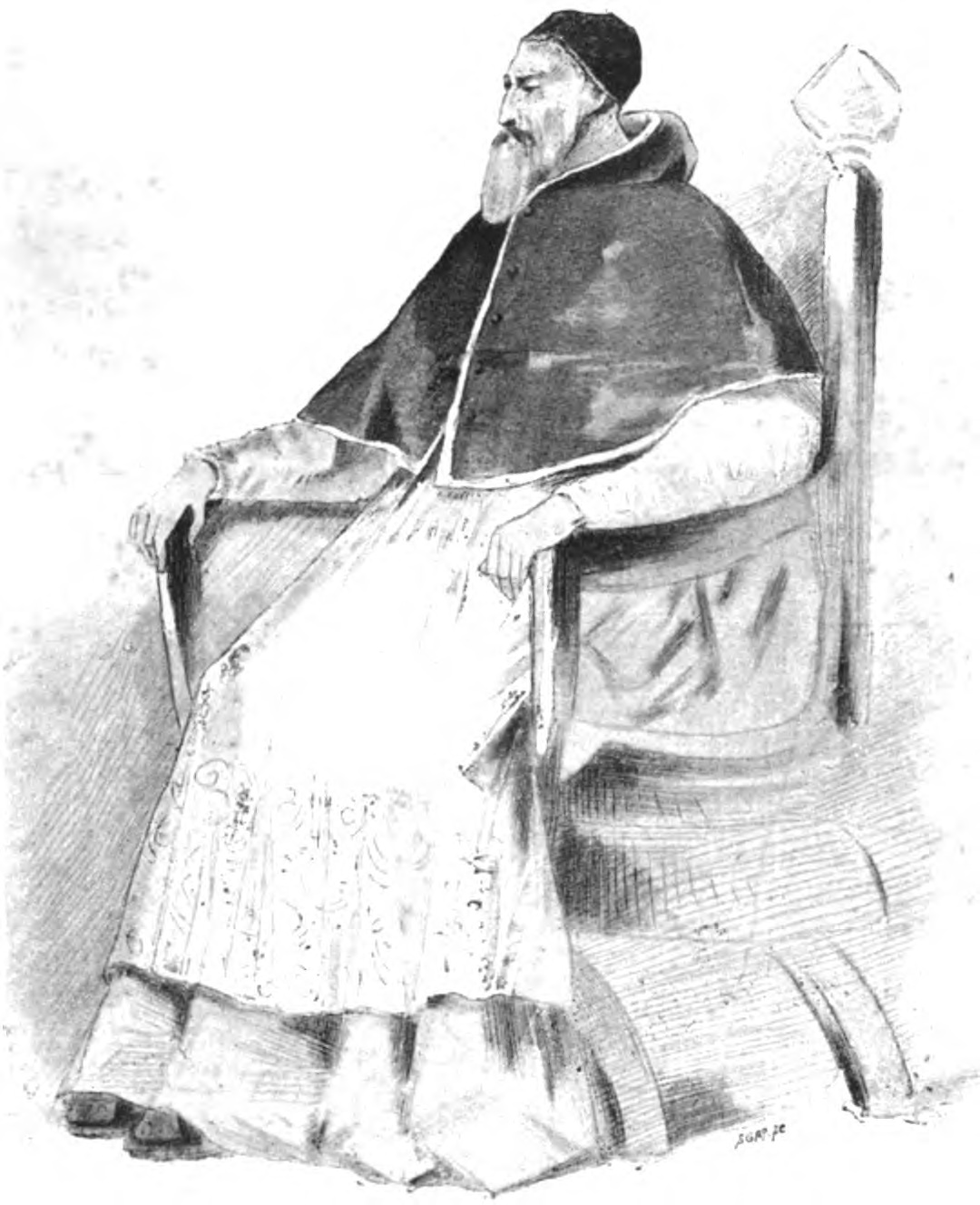
Papa (Serda)
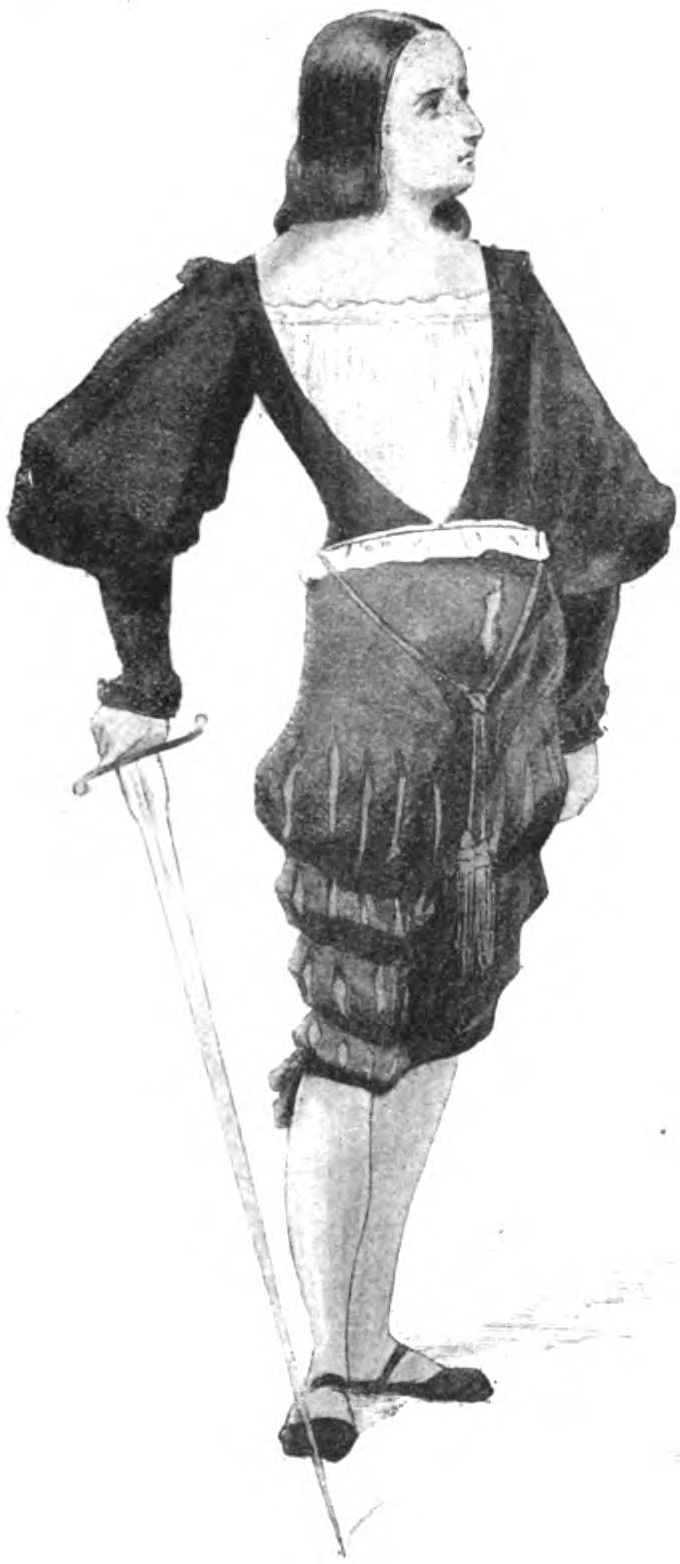
Ascanio (Stoltz)
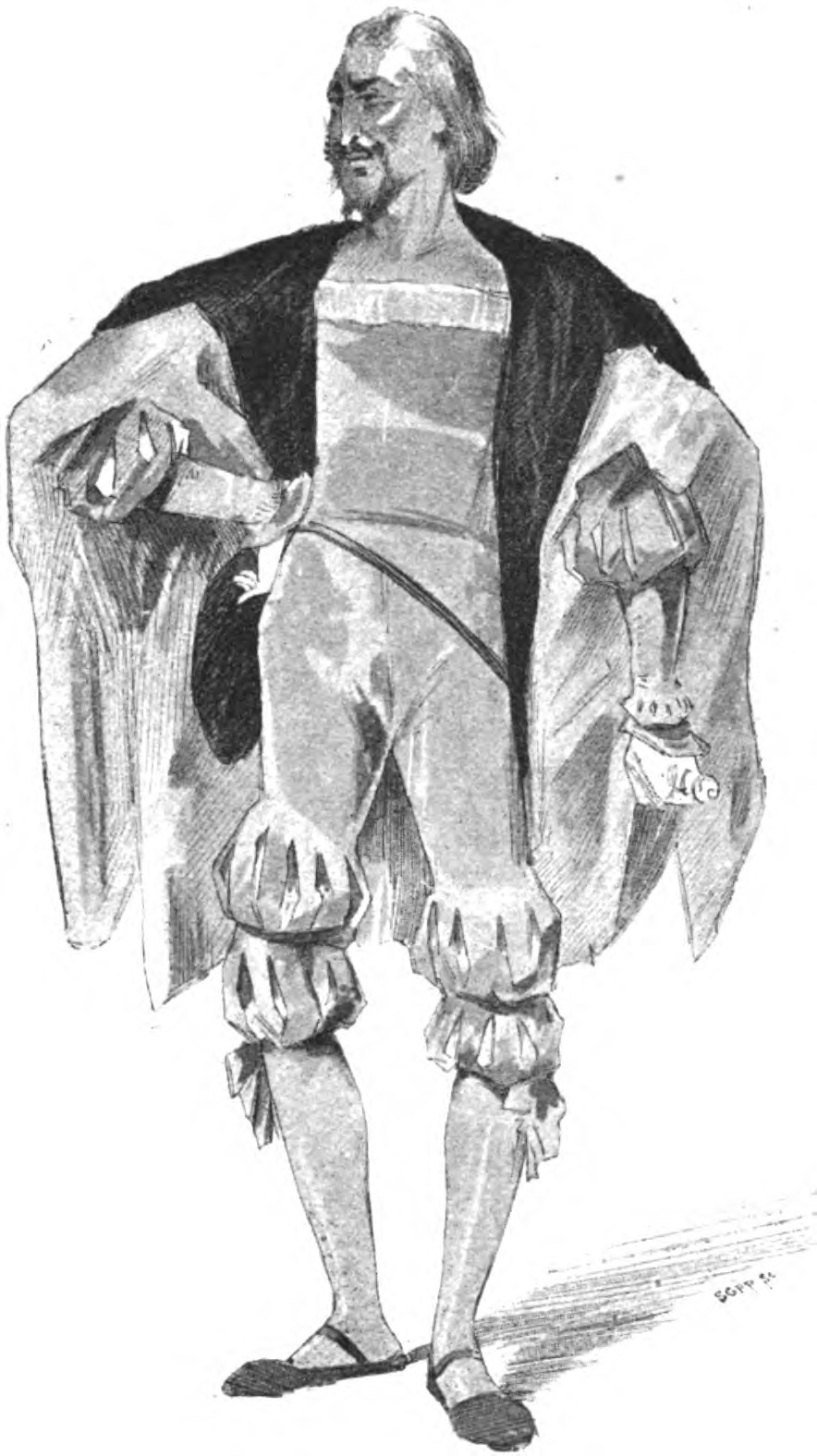
Fieramosca (Massol)
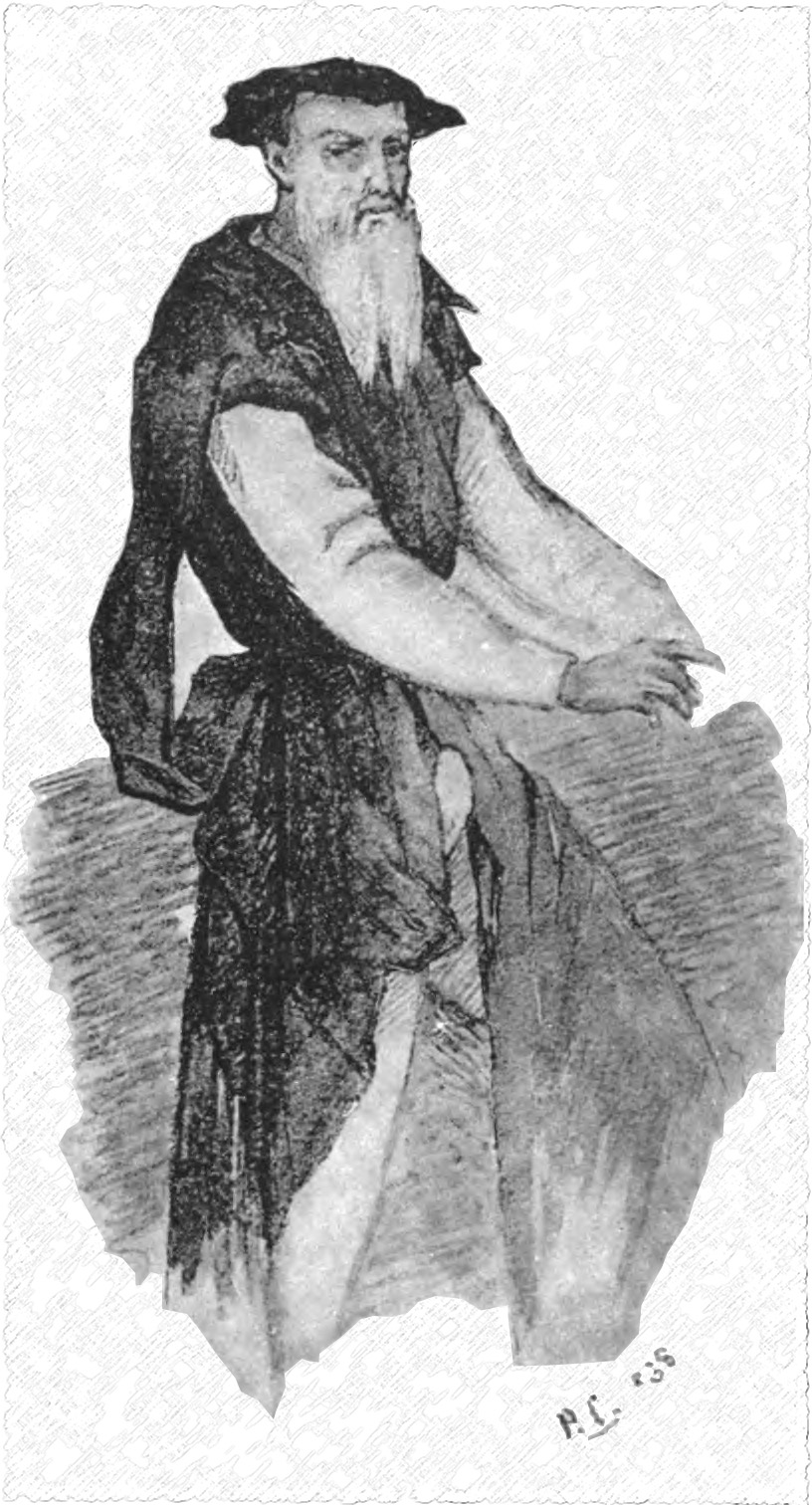
Bernardino (Prévôt)
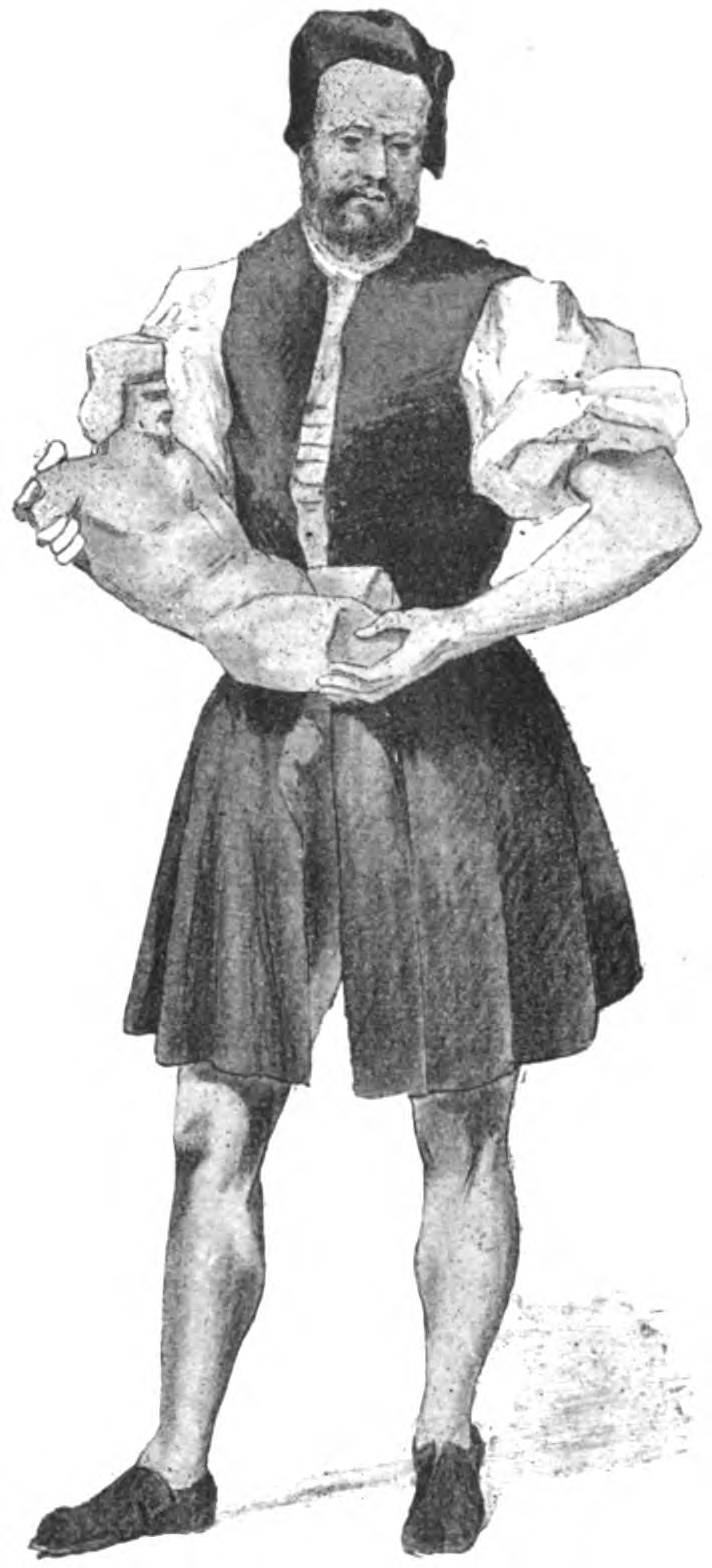
Francesco (Wartel)

## Brani celebri
- Ouverture
- Entre l'amour et le devoir (cavatina di Teresa, atto I)
- O Teresa, vous que j'aime plus que ma vie (cavatina di Cellini e duetto con Teresa, atto I)
- La gloire était ma seule idole (romanza di Cellini, atto II)
- Ah, qui purrait me résister? (aria e scena di Fieramosca, atto II)
- Quand des sommets de la montagne (duetto fra Cellini e Teresa, atto III)
- Sur les mont le plus sauvages (aria di Cellini)

## DVD
- Benvenuto Cellini (Salzburg Festival, 2007) - Burkhard Fritz/Wiener Philharmoniker/Valery Gergiev, regia Philipp Stölzl, Naxos